# .gd
.gd – domena internetowa przypisana od roku 1992 do Grenady i administrowana przez NIC.gd

## Domeny drugiego poziomu
Brak danych.